# Charles
Charles er et drengenavn, der er den franske og engelske udgave af Karl. Navnet anvendes også i mindre udstrækning på dansk sammen med varianter som Charlie, Charly, Charley og Charli. Til sammen bæres disse navne ifølge Danmarks Statistik af omkring 1.250 danskere.
Navnet forekommer også som efternavn.

## Kendte personer med navnet
Bemærk, at kongelige personer, der i hjemlandene hedder Charles, på dansk normalt kendes som Karl.

### Fornavn
- Charles 3., konge af Storbritannien.
- Charles, tidligere britiske regenter fra såvel England som Skotland, se bl.a. Karl 1. af England
- Charles Babbage, engelsk matematiker.
- Charles Baudelaire, fransk forfatter.
- Charles Brun, dansk politiker og minister.
- Fritz Charles Bruun-Rasmussen, dansk biskop og minister.
- Charlie Chaplin, engelsk-amerikansk skuespiller, instruktør, forfatter og komponist.
- Charles Dickens, engelsk forfatter.
- Charles Darwin, engelsk naturhistoriker.
- Charles de Gaulle, fransk præsident.
- Charles Gounod, fransk komponist.
- Charles Lindbergh, amerikansk flyver.
- Charlie Mingus, amerikansk jazzmusiker.
- Charlie Parker, amerikansk jazzmusiker.
- Charlie Rivel, spansk klovn (navnet er kunstnernavn)
- Charles Tharnæs, dansk skuespiller.
- Charles Wilken, dansk skuespiller.

### Efternavn
- Ray Charles, amerikansk sanger.

## Navnet anvendt i fiktion
- Mig og Charly samt Charly & Steffen er titlen på to danske film fra 1978 og 1979 skrevet og instrueret af Morten Arnfred og Henning Kristiansen.
- Charles' tante er titlen på en dansk film fra 1959, der er baseret på et teaterstykke af samme navn.
- Charlie's Angels er titlen på en amerikansk tv-serie fra 1960'erne. På grundlag af denne er der lavet to spillefilm i 2000'erne: Charlie's Angels og Charlie's Angels: Uden hæmninger.
- Gasolin' har indspillet to numre med navnet i titlen: Det var Inga, Katinka og smukke Charley på sin Harley fra Gasolin' 3 fra 1973 og Good Time Charlie på Gas 5 fra 1975.
- Bravo Charlie er et nummer med Kliché fra albummet Okay Okay Boys fra 1982.
- Charlie og chokoladefabrikken er en børnefortælling skrevet af Roald Dahl. Historien er filmatiseret flere gange.
- På rejse med Charley er titlen på en selvbiografisk bog af John Steinbeck.
- Charles Iversen er hovedrollen i serien om Familien Gyldenkål, spillet af Axel Strøbye.
- Charley Bones er en karakter i tv-serien Mona the Vampire.
- Held og lykke, Charlie! - serie på Disney Channel

## Andre anvendelser
- Charlie symboliserer bogstavet "c" i NATO's fonetiske alfabet
- TV 2 Charlie er en tv-station.
- Checkpoint Charlie er betegnelsen for en grænseovergang mellem Øst- og Vestberlin under den kolde krig.
- Charlie Dee & The Twisters er en dansk musikgruppe.
- Charlie var de amerikanske soldaters kodenavn for vietnamesiske partisaner under Vietnamkrigen.